# Nikolai Leonidowitsch Schtschukin

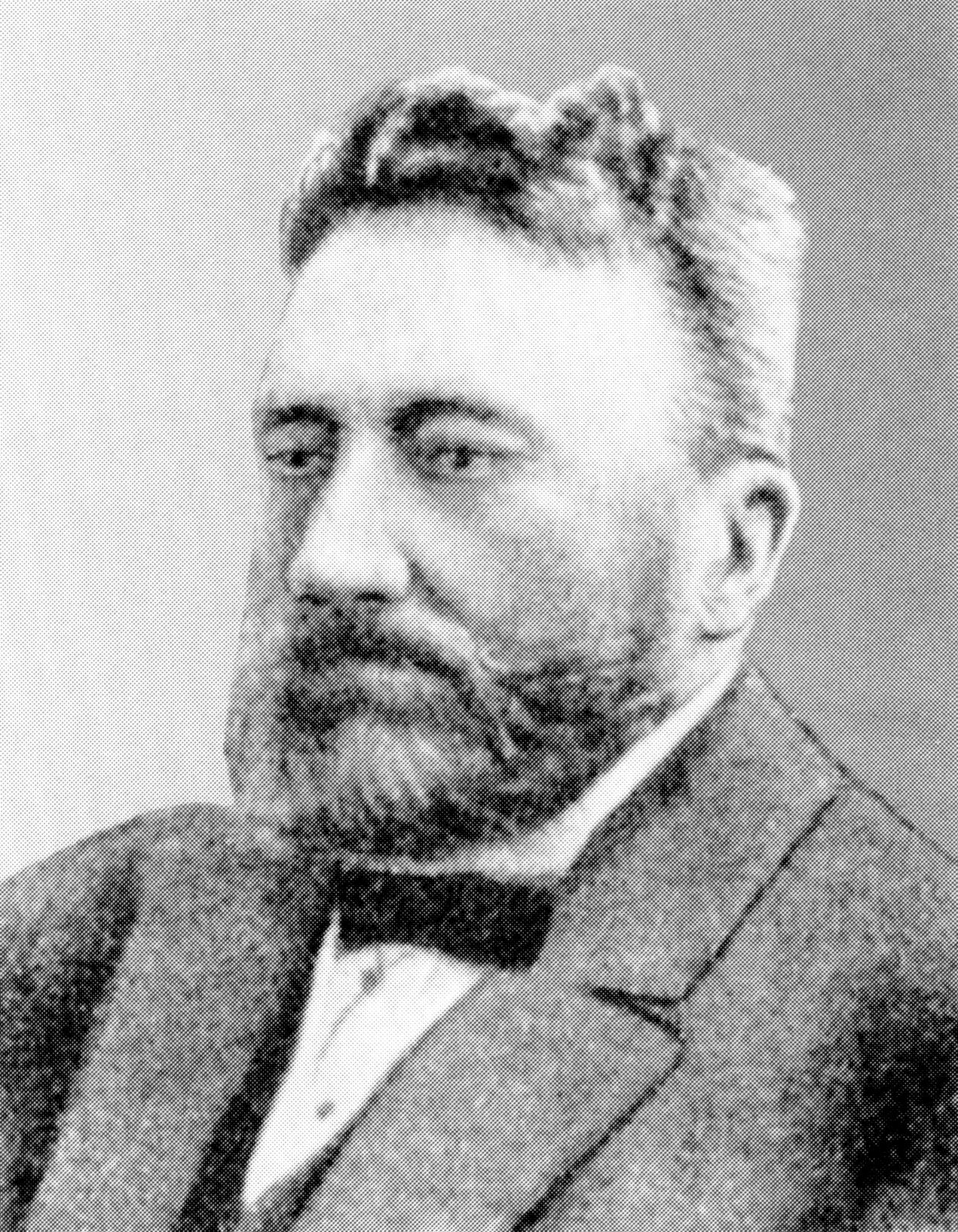
Nikolai Leonidowitsch Schtschukin

Nikolai Leonidowitsch Schtschukin (russisch Николай Леонидович Щукин; * 13. Apriljul. / 25. April 1848greg.; † 2. Juni 1924 in Leningrad) war ein russisch-sowjetischer Eisenbahningenieur und Hochschullehrer.

## Leben
Schtschukin verlor seinen Vater, Kaufmann und Hoflieferant, im Alter von 4 Jahren und seine Mutter im Alter von 10 Jahren, worauf er in ein internat kam. Er besuchte die Nikolai-Ingenieur-Schule in St. Petersburg (Abschluss 1866). Den anschließenden Dienst in der 5. Sappeur-Brigade in Kiew schloss er als Podporutschik ab und begann 1868 das Studium am St. Petersburger Technologie-Institut als Gasthörer. 1869 wurde er aus dem Militärdienst als Porutschik entlassen und wurde ordentlicher Student am Technologie-Institut. In dem von Nikolai Petrow geleiteten Betriebspraktikum lernte er an der Bologoje-Rybinsk-Bahnstrecke das Führen einer Dampflokomotive. 1873 schloss er das Studium ab. Er blieb dann dort und lehrte. 1888 wurde er zum Professor am Lehrstuhl für Angewandte Mechanik ernannt. Auch lehrte er an der Militäringenieur-Akademie (1883–1907) und an den Höheren Polytechnik-Kursen für Frauen in St. Petersburg, deren Direktor er war (seit 1906).
Nach Projekten Schtschukins wurden die Dampflokomotiven-Baureihe N (3 Treibachsen, 1 Laufachse vorne) und Tenderlokomotiven (4 Treibachsen) gebaut. Beteiligt war er an der Entwicklung der nach ihm benannten Baureihe Schtsch. Auch projektierte er die Personenwagen der Nikolaus-Bahn und 1200-Pud-Güterwagen. Nach seinem Projekt wurde die damals weltweit längste Petroleum-Rohrleitung von Baku nach Batumi gebaut.
Schtschukin war 1910–1916 Vizeverkehrsminister. Er war ab 1902 Vorsitzender der Kommission für den Eisenbahn-Fahrzeugbestand und den Fahrbetrieb des Ingenieurrats des Verkehrsministeriums. Als Kommissionsvorsitzender leistete er lange Widerstand gegen die Einführung der Dampflokomotiven der von Wacław Łopuszyński konstruierten Baureihe E.
Nach der Oktoberrevolution war Schtschukin Vorsitzender der Mechanik-Sektion der Kommission für den Eisenbahnfahrzeugbestand und die Werkstätten. Er leitete ab 1922 den technischen Rat für den Bau der Diesellokomotive nach dem System Jakow Gakkels (Baureihe Schtschel).
Schtschukin war mit der Harfenistin des Mariinski-Theaters Marija Karlowna Stange deutscher Herkunft verheiratet und hatte zwei Söhne.
Schtschukin starb am 2. Juni 1924 in Leningrad und wurde auf dem dortigen Nowodewitschi-Friedhof begraben. Vorsitzender der Mechanik-Sektion der Kommission für den Eisenbahnfahrzeugbestand und die Werkstätten wurde Ludwig Lewi.